# Charlie Goode
Charles James Goode (Watford, Inglaterra, Reino Unido, 3 de agosto de 1995) es un futbolista inglés. Juega de defensa y su equipo es el Stevenage F. C. de la League One.

## Trayectoria
Goode comenzó su carrera en las inferiores del club local Watford F. C., y a los 10 años entró a la academia del Fulham F. C., donde estuvo hasta los 16 años. A nivel sub-18, jugó en el Harefield United F. C. un año. Como juvenil jugaba de delantero, no fue hasta la temporada 2014-15 que Goode comenzó a jugar de defensor.
A nivel adulto, inició su carrera los clubes amateur ingleses: Hadley F. C., A.F.C. Hayes y el Hendon F. C.
El 10 de junio de 2015, fichó por dos años en el Scunthorpe United F. C. de la League One, su primer club profesional. Jugó cuatro temporadas en el club, sin afianzarse como titular, disputó 64 encuentros de League One.
Para la temporada 2019-20, fichó por el Northampton Town F. C. de la League Two, club donde estuvo a préstamo por media temporada el año anterior. Dejó el club al término de la temporada 2019-20, fue escogido el mejor jugador del año por los fanáticos, además de ser parte del equipo del año de la PFA. Goode fue transferido por el Northampton Town en una cifra récord, no revelada.
El 18 de agosto de 2020, Goode fichó en el Brentford F. C. de la EFL Championship por cuatro años. Disputó ocho encuentros ese año en que el club aseguró el ascenso a la Premier League.
En su primer año en la Premier, las lesiones de Kristoffer Ajer y Mathias Jørgensen le dieron titularidad al jugador, sin embargo a mediados de temporada, fue enviado a préstamo al Sheffield United F. C. en la segunda división por el resto del año.
Tras su regreso al club, en enero de 2024 fue cedido al Wigan Athletic de la EFL League One.

## Selección nacional
Goode disputó un encuentro por la selección de Inglaterra C, nivel amateur, contra la selección de Irlanda sub-21 en junio de 2015.

## Estadísticas
Actualizado al último partido disputado al 17 de mayo de 2022
| Hadley Inglaterra | 9.ª           | 2013-14       | 4   | 3  | 3 | 0 | — | — | 1  | 0 | 8   | 3  |
| Hadley Inglaterra | Total club    | Total club    | 4   | 3  | 3 | 0 | 0 | 0 | 1  | 0 | 8   | 3  |
| A.F.C. Hayes Inglaterra | 8.ª           | 2014-15       | 12  | 1  | 3 | 0 | — | — | 2  | 0 | 17  | 1  |
| A.F.C. Hayes Inglaterra | Total club    | Total club    | 12  | 1  | 3 | 0 | 0 | 0 | 2  | 0 | 17  | 1  |
| Hendon Inglaterra | 7.ª           | 204-15        | 26  | 2  | — | — | — | — | 10 | 0 | 36  | 2  |
| Hendon Inglaterra | Total club    | Total club    | 26  | 2  | 0 | 0 | 0 | 0 | 10 | 0 | 36  | 2  |
| Scunthorpe United Inglaterra | 3.ª           | 2015-16       | 10  | 1  | 3 | 0 | 0 | 0 | 1  | 1 | 14  | 2  |
| Scunthorpe United Inglaterra | 3.ª           | 2016-17       | 20  | 0  | 1 | 0 | 1 | 0 | 5  | 0 | 27  | 0  |
| Scunthorpe United Inglaterra | 3.ª           | 2017-18       | 13  | 1  | 2 | 0 | 1 | 0 | 3  | 0 | 19  | 1  |
| Scunthorpe United Inglaterra | 3.ª           | 2018-19       | 21  | 3  | 1 | 0 | 1 | 0 | 2  | 0 | 25  | 3  |
| Scunthorpe United Inglaterra | Total club    | Total club    | 64  | 5  | 7 | 0 | 3 | 0 | 11 | 1 | 85  | 6  |
| Northampton Town Inglaterra | 4.ª           | 2018-19       | 17  | 0  | — | — | — | — | —  | — | 17  | 0  |
| Northampton Town Inglaterra | 4.ª           | 2019-20       | 36  | 3  | 5 | 1 | 0 | 0 | 4  | 0 | 45  | 4  |
| Northampton Town Inglaterra | Total club    | Total club    | 53  | 3  | 5 | 1 | 0 | 0 | 4  | 0 | 62  | 4  |
| Brentford Inglaterra | 2.ª           | 2020-21       | 8   | 0  | 1 | 0 | 3 | 0 | 0  | 0 | 12  | 0  |
| Brentford Inglaterra | 1.ª           | 2021-22       | 6   | 0  | 0 | 0 | 2 | 0 | —  | — | 8   | 0  |
| Brentford Inglaterra | Total club    | Total club    | 14  | 0  | 1 | 0 | 5 | 0 | 0  | 0 | 20  | 0  |
| Sheffield United Inglaterra | 2.ª           | 2021-22       | 2   | 0  | — | — | — | — | 0  | 0 | 2   | 0  |
| Sheffield United Inglaterra | Total club    | Total club    | 2   | 0  | 0 | 0 | 0 | 0 | 0  | 0 | 2   | 0  |
| Total carrera | Total carrera | Total carrera | 175 | 14 | 5 | 0 | 8 | 0 | 28 | 1 | 230 | 16 |
| (1) Incluye datos de la FA Cup (2) Incluye datos de la Copa de la Liga de Inglaterra (3) Incluye datos del FA Vase, el FA Trophy, el Alan Turvey Trophy, el London Senior Cup, la Middlesex Senior Cup y los playoffs de la Isthmian League , la EFL League Two. |               |               |     |    |   |   |   |   |    |   |     |    |

## Palmarés

### Títulos nacionales
| Título             | Club         | País       | Año     |
| ------------------ | ------------ | ---------- | ------- |
| Alan Turvey Trophy | Hendon F. C. | Inglaterra | 2014-15 |

## Vida personal
El padre y abuelo de Charlie también fueron futbolista. Él es seguidor del Arsenal F. C.
Durante su etapa en el amateurismo, Goode trabajó en el negocio familiar instalando cortinas eléctricas.